# Calamagrostis foliosa
Calamagrostis foliosa es una especie de hierba de la familia Poaceae. Es nativa de Norteamérica.

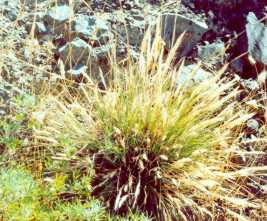
Vista de la planta

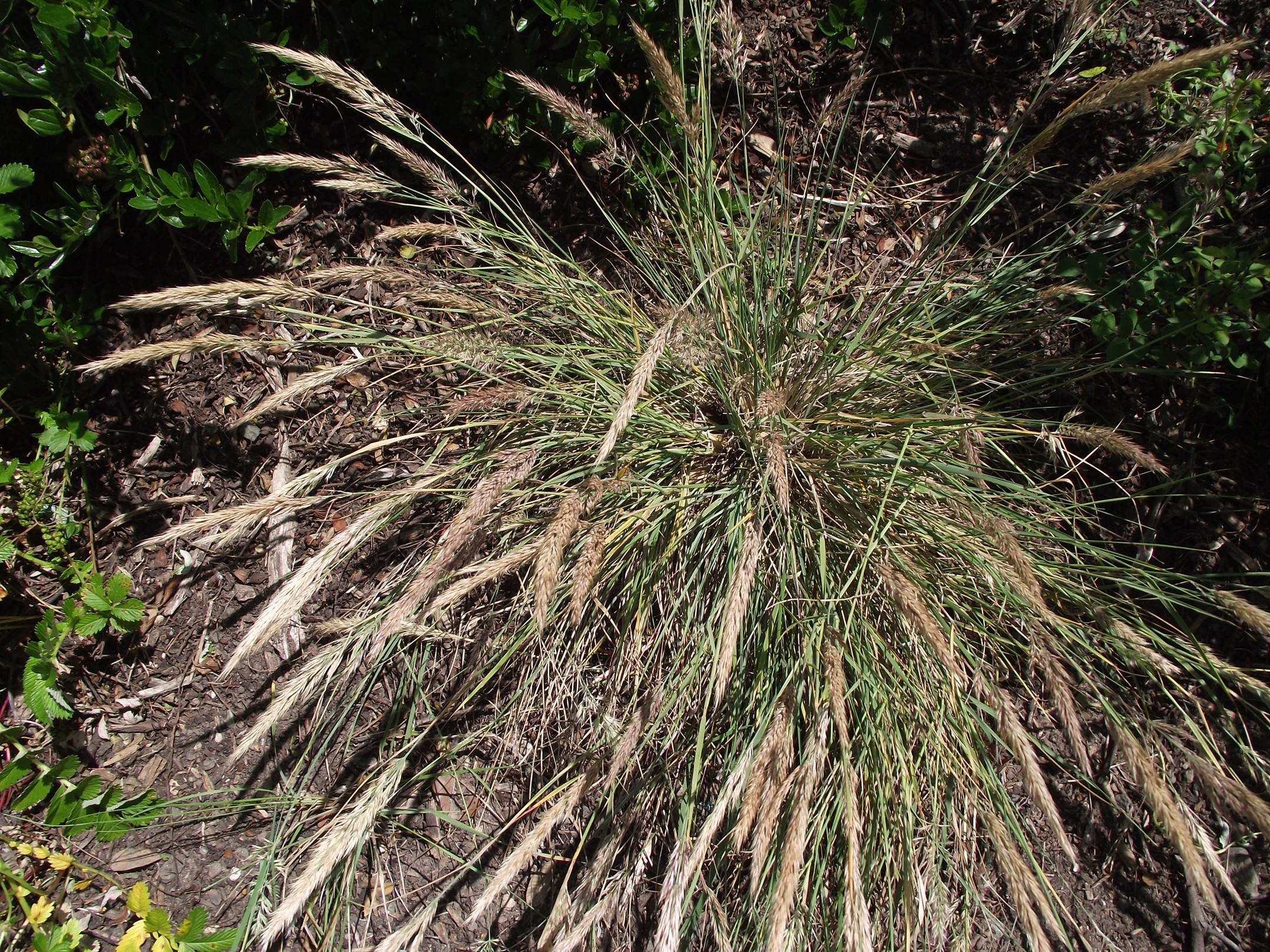
Detalle de la planta en su hábitat

## Descripción
Esta hierba perenne produce una mata de tallos de 30 a 60 centímetros de altura. Las hojas se encuentran principalmente sobre la base de los tallos. La inflorescencia es un denso y estrecho haz de espigas de hasta 12 centímetros de largo. El fruto de cada espiguilla se inclina con una inclinada arista.

## Distribución y hábitat
Es endémica del norte de California, donde crece en los bosques y matorrales en la costa. 

## Taxonomía
Calamagrostis foliosa fue descrita por Thomas Henry Kearney, Jr. y publicado en Bulletin, Division of Agrostology United States Department of Agriculture 11: 17–18. 1898.
Etimología
Calamagrostis: nombre genérico que deriva del griego kalamos "cálamo" y agrostis "especie de hierba".
foliosa: epíteto latino que significa "que tiene pequeñas hojas"
Sinonimia
- Calamagrostis sylvatica var. longifolia Vasey	[4][5]